# Gestion de l'eau à Paris

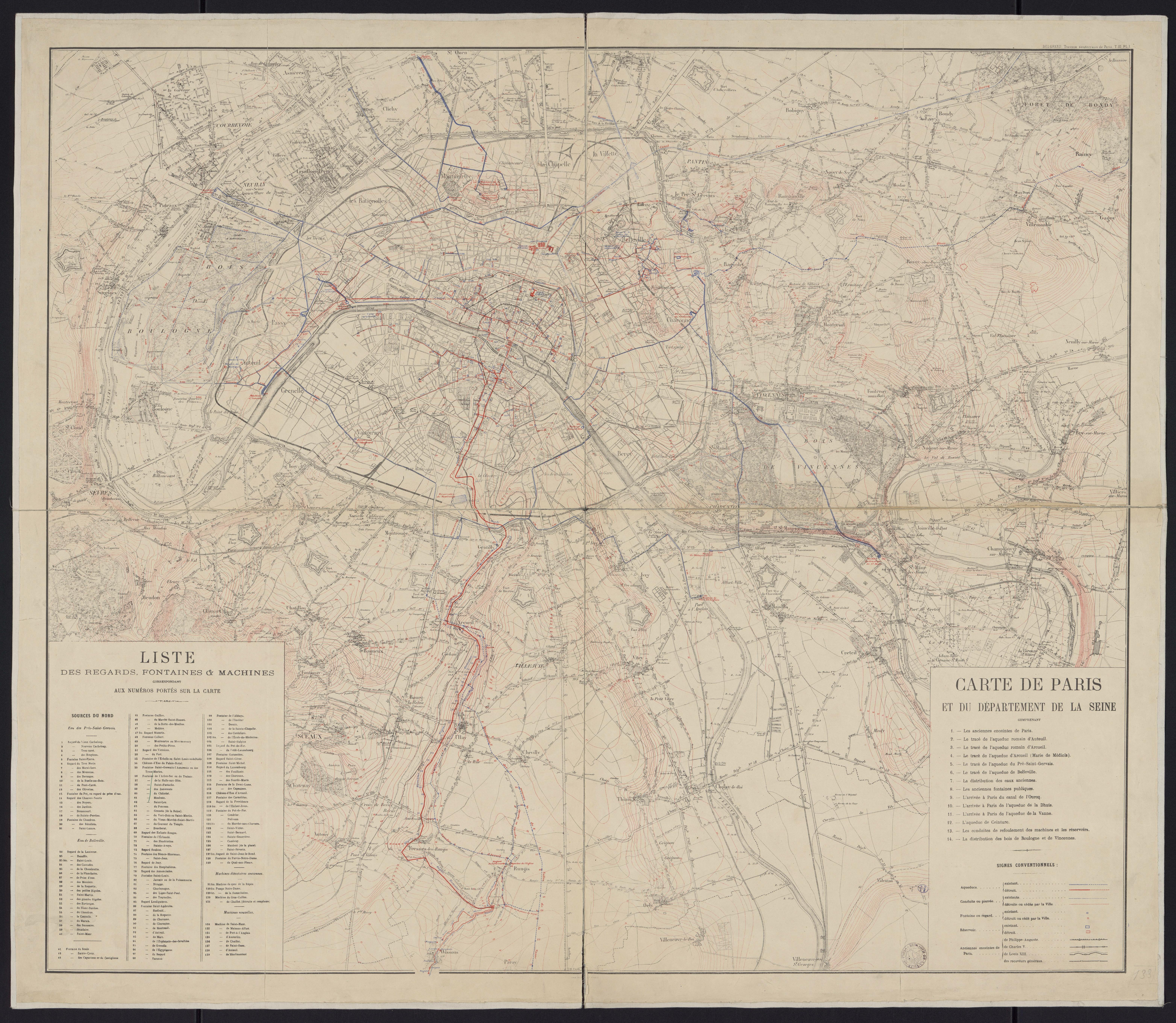
Carte de Paris et du département de la Seine, comprenant : les anciennes enceintes de Paris le tracé des aqueducs : romain d'Auteuil, romain d'Arcueil, d'Arcueil (Marie de Médicis), du Pré Saint-Gervais, de Belleville, la distribution des eaux anciennes, les anciennes fontaines publiques, l'arrivée à Paris du canal de l'Ourcq, de l'aqueduc de la Dhuis, de l'aqueduc de la Vanne, l'aqueduc de Ceinture, les conduites de refoulement des machines et les réservoirs, la distribution des bois de Boulogne et de Vincennes.

Bien que stratégique, l’approvisionnement en eau de Paris est resté très longtemps embryonnaire. L'alimentation en eau nécessite un réseau technique important qui évolue au gré de la croissance de la capitale française.

## Historique de la gestion de l’eau à Paris
Paris s'est construite et s’est développée en grande partie grâce à l’eau de la Seine. Malgré la présence de ce fleuve la traversant de part en part, l’eau devient vite un bien rare : sa qualité étant altérée par la pollution inhérente à toute concentration humaine en milieu urbain. La ville a connu quatre grandes périodes d’adduction d’eau, c’est-à-dire l’action de dériver l’eau d'un lieu pour l’amener à un autre: à l’époque Gallo-Romaine, au Moyen-Âge, à l’époque moderne et à l’époque de la révolution industrielle au XIXe siècle. Cette dernière marque un tournant essentiel dans l’approvisionnement en eau de la cité et pose les jalons du service public de l’eau actuel.

### Période gallo-romaine

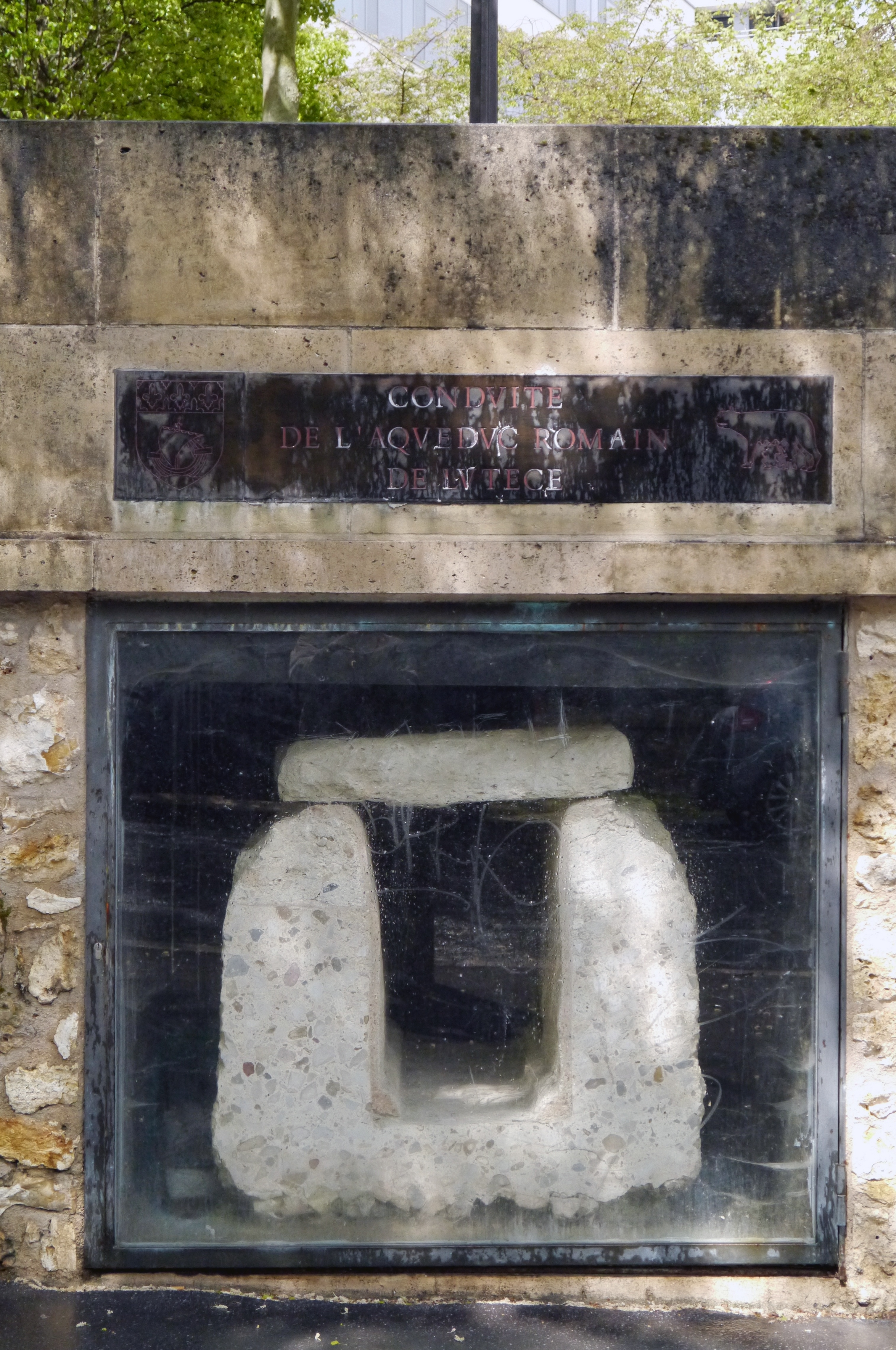
Vestige de l'aqueduc de Lutèce construit à la période gallo-romaine.

Les Romains ont installé le cœur de leur ville sur la rive gauche de la Seine, approximativement sur l'emplacement du quartier latin.
La ville romaine de Lutèce est structurée par son fleuve. L'axe principal de la ville, le cardo maximus traverse le fleuve et fait le lien entre la rive gauche, le chapelet d’îlots formant l’île de la Cité, et la rive droite. Le cardo maximus est la section urbaine d’une route qui permet de franchir la Seine. Il n’est donc pas étonnant de voir, rive gauche comme rive droite, d’autres routes importantes s’y greffer pour bénéficier de ce franchissement. Ainsi, cette cité apparaît comme une « ville-pont » prenant place dans le réseau routier de la Gaule romaine.
Initialement, les besoins en eau des habitants de Lutèce peuvent être satisfaits par des moyens dits traditionnels, c’est-à-dire par l’utilisation des cours d'eau, de puits ou par le recueil des eaux de pluie. L’eau est en partie puisée dans la Seine et ses affluents comme la Bièvre sur la rive gauche. Cependant, de nouveaux aménagements sont réalisés par la suite, tels que des fontaines et des thermes publics, accroissant les besoins en eau de la population de Lutèce, qui apprécie grandement ces infrastructures. Pour alimenter leur ville en eau, les Gallo-romains construisent, au cours des Ier siècle et IIe siècle, l’Aqueduc de Lutèce. L'eau est acheminée depuis des points de captage situés à l’extérieur de la ville: sur les collines de Rungis, L'Haÿ-les-Roses, Cachan et Bagneux. L’aqueduc est long de 16 km, et est protégé de l’extérieur par des dalles de pierre. Il conduit chaque jour près de 20 000 m3 d’eau. Dans l’aqueduc, l’eau des sources telle celle de Rungis, est canalisée par un système gravitaire, et sert à alimenter les fontaines publiques et les thermes publics, qui sont très appréciés des Lutéciens.
Un peu d'eau est aussi prélevée au nord de la Seine : dans les eaux de Belleville.

### Au Moyen-Âge

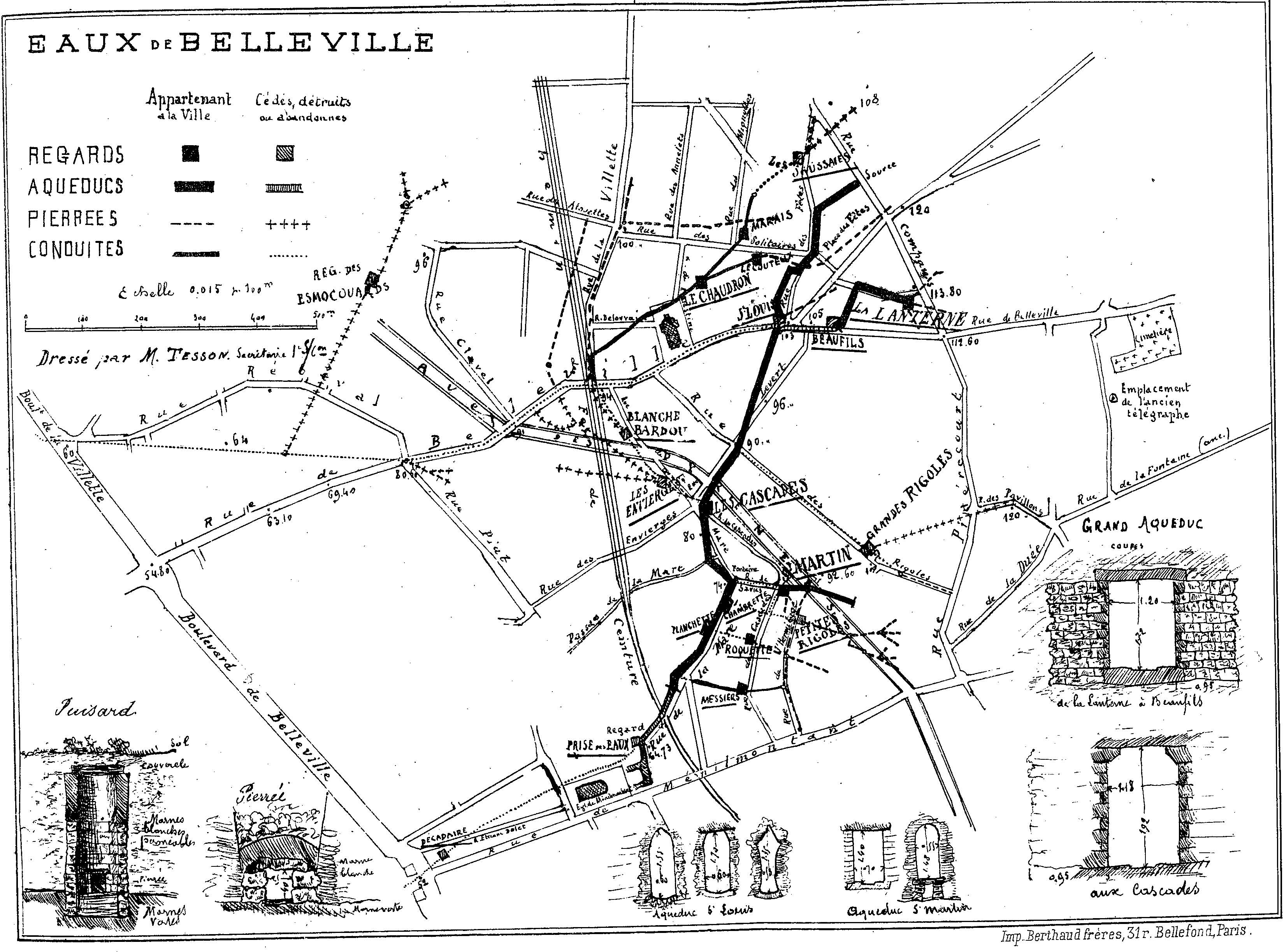
Les « Sources du Nord ».

Au Moyen-Âge, les puits des maisons parisiennes, certains encore utilisés au XIXe siècle, sont la première source d'alimentation en eau.
Au cours du XIIe siècle, deux aqueducs, dits des “Sources du Nord”, sont construits, celui du Pré-Saint-Gervais par les frères du Prieuré de Saint-Lazare, celui de Belleville par les religieux de l’Abbaye de Saint-Martin des Champs et de l’Ordre des Templiers, à l'origine pour leur propre usage, ensuite également pour les fontaines publiques. Philippe Auguste fait établir en 1182 la première fontaine publique de Paris, celle des Halles alimentée par l'aqueduc des sources du Pré-Saint-Gervais. Au cours du XIIIe siècle et du XIVe siècle, plusieurs fontaines publiques alimentées par ces aqueducs sont ouvertes sur la rive droite par le prévôt des marchands : fontaine du Ponceau, fontaine des Innocents, fontaine Saint-Leu, fontaine Maubuée, fontaine Saint-Julien-des-Ménestriers. Il en existait 17 à la fin du Moyen-Âge dont 12 intra-muros qui délivraient environ 350 m3 en 24 heures (1,3 litre par habitant). Ces fontaines publiques n'assuraient qu'une faible partie de la consommation parisienne, fournie pour l'essentiel par les puits et par les porteurs, au nombre de 58 d'après le rôle de la taille de 1292, qui puisaient l’eau dans ces fontaines ou dans la Seine.

### L'époque moderne

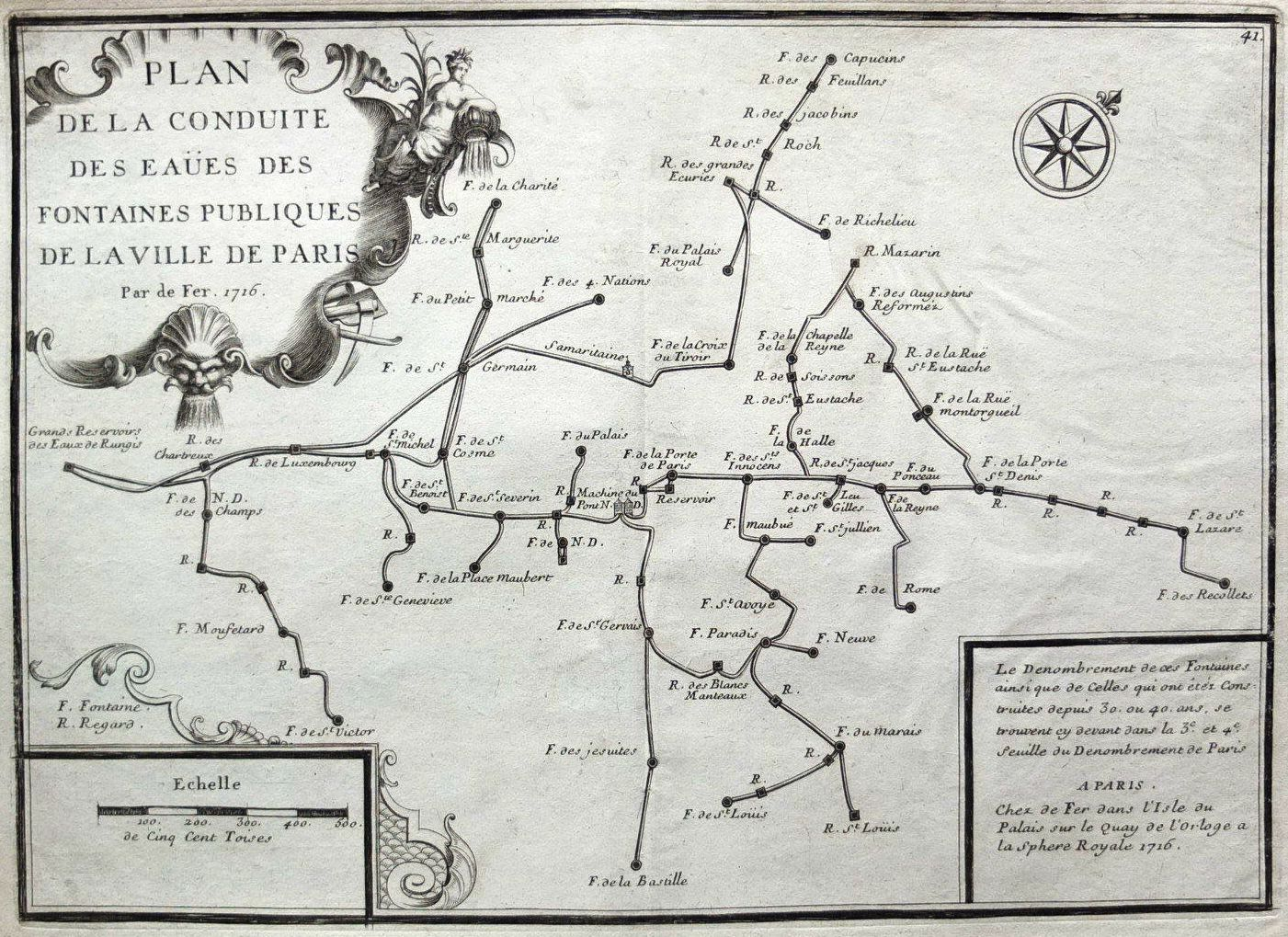
Plan du réseau d'adduction de l'eau publique à Paris au XVIIIe siècle.

Durant le règne d’Henri IV, la pompe de la Samaritaine actionnée par le courant de la Seine est installée sous le pont Neuf complétée par deux autres pompes sous le pont Notre-Dame. Ces pompes gênent la circulation fluviale: c’est pourquoi, elles furent détruites au XIXe siècle.
Après la mort d’Henri IV en mai 1610, sa veuve Marie de Médicis reprend le projet de son mari et assure la réalisation de l’aqueduc de Rungis qui prendra ses eaux dans le sud de Paris. Cet aqueduc reprend le tracé du premier aqueduc parisien datant de l’époque Gallo-Romaine. En 1628, l’eau de Rungis alimente alors la rive gauche de Paris avec la construction de 12 fontaines publiques.
Au XVIIIe siècle, la plus grande partie de l'eau provient encore de la Seine par les fontaines alimentées par ces pompes et par celle puisée dans le fleuve par les porteurs d’eau.
Toujours au XVIIIe siècle, sous l'Ancien Régime, est créée la Compagnie des eaux de Paris pour répondre aux besoins grandissants d'eau potable à Paris et à la suite de l'invention de la pompe centrifuge.
En 1778, les frères Périer créent la “Compagnie des eaux de Paris” qui puise l'eau de la Seine par des pompes à feu amenée dans des réservoirs de décantation à Chaillot en rive droite et dans le quartier du Gros Caillou sur la rive gauche et obtiennent de Louis XVI le droit d’installer des canalisations sous le sol des rues de Paris pour ravitailler les particuliers moyennant paiement d'une redevance ce qui constitue le premier service public et commercial de distribution d’eau à domicile à Paris. Pendant la Révolution les frères sont controversés et sont contraints de vendre à l’État leur concession en 1813. Les installations servant à la distribution d’eau deviennent alors municipales.
À la veille de la Révolution, les ingénieurs, architectes et médecins, défendent pour la capitale la réalisation d’un réseau de distribution des eaux et d’égouts. Les égouts s’étendent alors sur 20 km pour 600 km de rues. Les transformations effectuées restent très limitées. Certaines activités insalubres sont éloignées des centres-villes ainsi que les cimetières, mais les rectifications urbaines ne sont pour l’instant qu’un projet. En 1792, l’intervention des ingénieurs dans la gestion des eaux urbaines débute avec la création de la fonction « d’ingénieur hydraulique de la commune », fonction qui permet de surveiller la distribution des eaux urbaines[réf. souhaitée].

### La politique des grands travaux auXIXesiècle

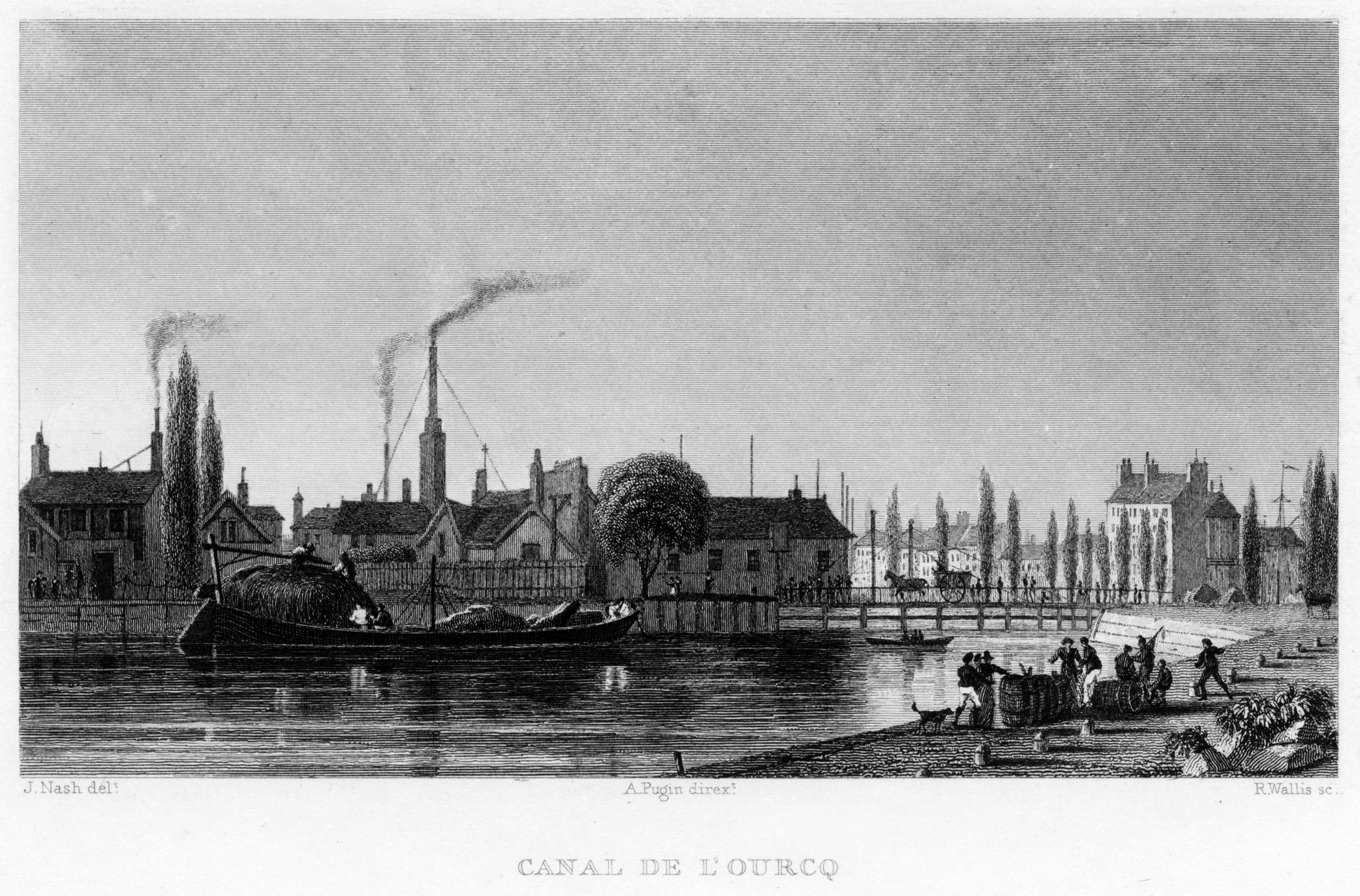
Canal de l'Ourcq en 1831.

Au XIXe siècle, sous Napoléon III, un an après le coup d'État du 2 décembre 1851 où il crée le Second Empire, est créée la Compagnie générale des eaux.
Au XIXe siècle, avec une augmentation globale de la population, l’État met en œuvre une politique de grand travaux visant une amélioration générale du plan sanitaire dans la capitale. Dès 1802, Napoléon Bonaparte veut améliorer l’alimentation en eau à Paris et lance le projet de construction du canal de l’Ourcq. Celui-ci est achevé en 1822 et permet d’acheminer de l’eau dans les villes plus au nord de Paris. Ce canal est à l’origine d’une forte augmentation des ressources en eau à disposition du service des Eaux. Le canal de l’Ourcq alimente de nombreuses fontaines à Paris. Parallèlement, en 1808 est achevé le bassin de la Villette et en 1824 le canal est mis en exploitation. Ces aménagements augmentent la quantité d’eau produite et cette quantité est multipliée par 10 entre 1800 et 1825. Avec l’augmentation du nombre de fontaines, la consommation journalière d’eau passe de 28 à 110 litres d’eau par personne entre 1830 et 1850. Dès 1807 est créé le service des eaux et canaux pour la gestion des eaux de Paris. Ce service est confié à des ingénieurs des Ponts et Chaussées.
Malgré toutes ces nouvelles installations, les épidémies de Choléra reviennent et déciment la population parisienne. L’insalubrité des eaux de surface de la Seine et du canal de l’Ourcq sont mis en évidence. Et ce, malgré, une rectification de l’espace urbain qui se met en place dès le XVIIIe siècle, à la suite d’une demande de médecins néo-hypocratiques et pré-hygiénistes dans le domaine de la voirie de l’eau et des égouts. Le nettoyage des rues ne suffit pas, il faut également évacuer les eaux usées. Sous le mouvement des hygiénistes, se multiplient les fontaines publiques. Il y a une modification du profil des rues en chaussées fendues, au profit de chaussées bombées qui comprennent deux ruisseaux latéraux pour faciliter l’évacuation des eaux usées. Ces deux ruisseaux latéraux séparent les ruisseaux d’un nouvel équipement urbain, le trottoir. Ce nouveau profil de rue amène donc une séparation de toutes les circulations: voiture, piétons, eaux propres, et eaux sales. Les ingénieurs ne sont pas directement à l’origine de ces changements, ils ont puisé leur inspiration chez les médecins qui ont défini que le milieu jouait un rôle primordial au regard de la santé. À cette époque en ville, il y a une surreprésentation de la mortalité. Le médecin Claude Lachaise décrit en 1822 que la probabilité de la vie au moment de la naissance est de 8 ou 9 ans pour Paris, tandis qu’elle serait de 20 à 21 ans pour la France entière. Paris est à l’époque une ville construite dans un milieu boueux et organique avec des rues rarement pavées, où l’eau circule très peu. Les médecins décrivent et dénoncent les conditions de l’insalubrité urbaine. L’eau devient donc le vecteur de l’insalubrité urbaine lorsqu’elle est stagnante, et celui de la propreté lorsqu’elle est vive.

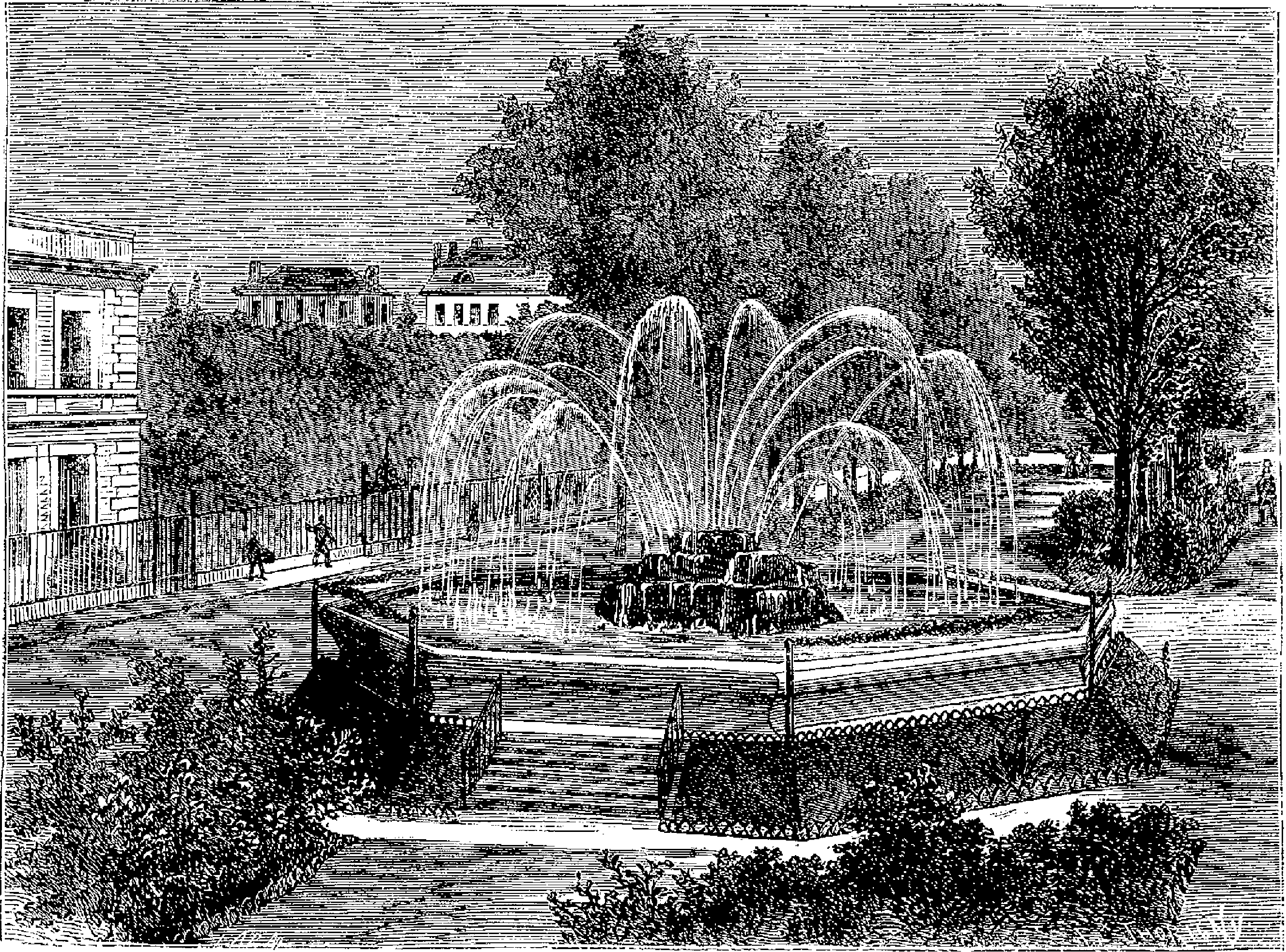
Puits artésien de Passy en 1870.

En 1833 une nouvelle technique voit le jour, celle des puits artésiens. Ces derniers sont inspirés d’une technique des moines de l’Artois qui creusaient encore plus profondément les puits déjà existants afin de mettre l’eau sous pression et pour permettre à celle-ci de remonter en geyser. Cette technique est un succès au milieu du 19e siècle, mais elle s’essouffle rapidement au début du XXe siècle car les performances diminuent rapidement.
Henry Darcy, nommé à la tête du service municipal en 1848, explique que le réseau d’alimentation en eau londonien est doublement privé, contrairement à Paris où celui-ci est doublement public car il est conçu et géré par l’administration, et est dédié à l’espace public. On note cependant que sous la monarchie de Juillet, mise en place en 1830, l’État cherche à faire passer la distribution en eau sous le domaine privé afin de développer des abonnements auprès des habitants en espérant faire des recettes. Finalement en 1854, seulement un cinquième des immeubles d’habitations parisiens est connecté au réseau d’alimentation en eaux, alors que dans la capitale Britannique ce taux s’élève à plus de 94 % des immeubles d’habitations. Ce chiffre assez faible s’explique par le coût causé par les vidanges nécessaire pour les cuves qui récupèrent les eaux usées dans les immeubles. Celles-ci doivent être vidées régulièrement par des entreprises privées, qui transforment ensuite le contenu en engrais pour les agriculteurs. Ce type d’intervention est très coûteux pour les propriétaires qui préfèrent donc ne pas relier leur immeuble au réseau d’alimentation en eau. Darcy met finalement en place une formule permettant de définir la quantité d’eau nécessaire au nettoiement. Au milieu du XIXe siècle, l’eau de nettoyage absorbe donc les trois quarts de la capacité de distribution.

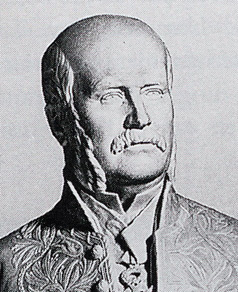
Buste d'Eugène Belgrand.

Entre 1852 et 1869, Eugène Belgrand a impulsé des grands travaux fait par les services techniques de la ville de Paris. Le réseau d’eau a ainsi augmenté de 850 km et sa longueur totale a doublé. À cette même période, les eaux ménagères sont autorisées à rejoindre les égouts de Paris, et les eaux des vannes aussi sous certaines conditions. Ce nouveau système est gagnant pour tous : la mairie de Paris améliore les conditions de vie de ses habitants avec des conditions d’hygiène qui s’améliorent, et peut quant à elle réinvestir la taxe qu’elle touche sur l’écoulement de l’eau pour agrandir le réseau des égouts de Paris. Cette taxe imposée par la mairie coûte moins cher au particulier que de payer une entreprise privée pour vidanger l’immeuble.
Belgrand lance un projet novateur, celui de créer deux réseaux d’alimentation en eau indépendants, l’un destiné à l’alimentation des habitants, l’autre destiné à l’alimentation des fontaines publiques, à l’embellissement et la propreté de la ville.
En 1855 Haussmann et Belgrand ont l’autorisation de principe du Conseil de Paris pour alimenter la capitale en eau de source. Belgrand devient directeur du Service des Eaux de la Ville de Paris en 1856 et met en place le double réseau d’eau public et privé dès 1859.
En 1860, avec l’annexion des communes proches de Paris, la capitale s’agrandit. Une entreprise privée, la Compagnie générale des eaux est chargée d’aller chercher de nouveaux abonnés dans les nouveaux quartiers Parisiens, et de gérer les relations entre le service d’eau et les clients, en réalisant des branchements de ces nouvelles habitations sur le réseau de la ville. Entre 1860 et 1870, durant la période de Belgrand, des champs d’épandage sont créés pour permettre de dépolluer la Seine progressivement afin d’offrir aux habitants une eaux moins chargée en polluants[réf. souhaitée]. Le premier est ouvert à Gennevilliers. Haussmann juge que les eaux de l’Ourcq et de la Seine sont impropres à la consommation des habitants. Il propose donc d’aller chercher des eaux de source bien plus loin de la capitale pour ensuite les distribuer aux habitants. Ce système se mettra en place à partir de 1865, et d’autres vagues d’aménagements se succéderont jusqu’en 1900[réf. souhaitée].
En 1875 la consommation d’eau par jour et par habitant a triplé par rapport à 1854. A la fin des années 1870 apparaissent les premiers compteur d’eau pour lutter contre le gaspillage de masse. Les habitants bien qu’ayant un accès illimité à l’eau, payent désormais une redevance proportionnelle au nombre de litres d’eau consommés.
Sous la Troisième République, le Crédit lyonnais crée le 2 février 1880 la Lyonnaise des eaux.
En juin 1880, sur l’avis des ingénieurs du service des eaux, le Conseil municipal de Paris décide d’appliquer à la capitale française un système d'assainissement déjà adopté par de nombreuses grandes villes mondiales : le tout-à-l’égout. Les eaux pluviales et eaux-vannes seront recueillies dans le même réseau d’égouts. En 1894, deux ans après une épidémie de choléra qui causera la mort de 700 personnes, ce système devient obligatoire après le vote d’une loi au parlement. De plus, une loi interdit aux Parisiens de déverser directement leurs eaux usées dans la Seine est instaurée. En 1883, la première usine destinée à pomper les eaux de la Seine est construite à Ivry-sur-Seine. Le même type d’usine est ouvert quai de la Rapée six ans plus tard.

### La gestion de l’eau parisienne auXXesiècle
En 1900 seulement 32 % des immeubles sont concernés par le tout à l’égout, mais en 1920 ce pourcentage passe à 73 %. Il faudra attendre encore dix ans pour que la presque totalité des habitations parisiennes en soient pourvues. Mais certains propriétaires s’opposent à ce nouveau système d’assainissement. Les juges ont considéré que le droit de propriété empêchait les pouvoirs politiques d’imposer aux propriétaires sans l’accord explicite de ces derniers, la réalisation de travaux spécifiques au nom de l’hygiène publique. En 1900, avec une consommation moyenne par habitant par jour de 228 litres, Paris devient une des villes les mieux alimentées en eaux potable en Europe, laissant Londres derrière elle. Au début du XXe siècle avec les travaux de Louis Pasteur, ce second réseau devient réservé à l’entretien de la ville, et les fontaines sont raccordées au réseau d’eau potable.
Jusqu’en 1984, la gestion du service des eaux de Paris fonctionne en régie municipale.
La production et la vente d’eau potable représente — malgré un prix très bas — une manne financière essentiellement utilisée pour financer d'autres domaines de la gestion municipale. Cette gestion se fait alors au détriment de l’investissement, entraînant l’accroissement des fuites du réseau parisien.
En janvier 1985, sur la base de ce niveau élevé des fuites du réseau public, le maire de Paris, Jacques Chirac — qui a fondé le RPR avec Jacques Monod, PDG de la Lyonnaise des Eaux — confie par affermage la gestion, la distribution et la facturation de l’eau à la Compagnie des eaux de Paris (CEP), filiale de Veolia, chargée de la rive droite et à Eau et Force – Parisienne des Eaux (EFPE) filiale de la Lyonnaise des Eaux (Suez) chargée de la rive gauche. Un groupement d’intérêt économique est constitué le 22 juin 1985, géré par la Compagnie Générale des Eaux, rachetée par Véolia.
Finalement, en 1987 la Mairie de Paris décide de créer une société d’économie mixte pour assurer la production d’eau potable pour la capitale : la Société anonyme de gestion des eaux de Paris (SAGEP), dont la transparence de la gestion sera contestée. Le capital de cette entreprise est majoritairement détenu par la Mairie de Paris (70 %) puis intégralement depuis 2007. Cette société prend le nom d’Eau de Paris en 2005. En 2008, le conseil de Paris décide finalement de « remunicipaliser » le service de l’eau parisien. L’établissement public à caractère industriel et commercial créé à cet effet s’occupe à partir de 2009 de la production et du transport de l’eau. Eau de Paris devient en 2010 l’opérateur municipal du service public de l’eau, et assure aussi sa distribution.

### Historique du tracé hydrographique à Paris
L’évolution du tracé hydrographique à Paris à beaucoup évolué entre l’époque Romaine et le XIXe siècle. Le tracé hydrographique a réduit de siècle en siècle. De manière générale, le tracé est resté concentré dans le centre de la capitale. L’axe commun à travers les siècles est l’axe de la Seine. Au XIXe siècle le tracé hydrographique parisien réduit considérablement mais s’étale vers le Nord de la capitale avec l’ouverture du Canal Saint-Martin et du canal de l’Ourcq.
Aujourd’hui les seuls axes hydrographiques visibles restant correspondent aux axes du XIXe siècle.

Évolution du tracé hydrographique à Paris de l'époque romaine au XIXe siècle.

### Historique du tracé des égouts parisiens

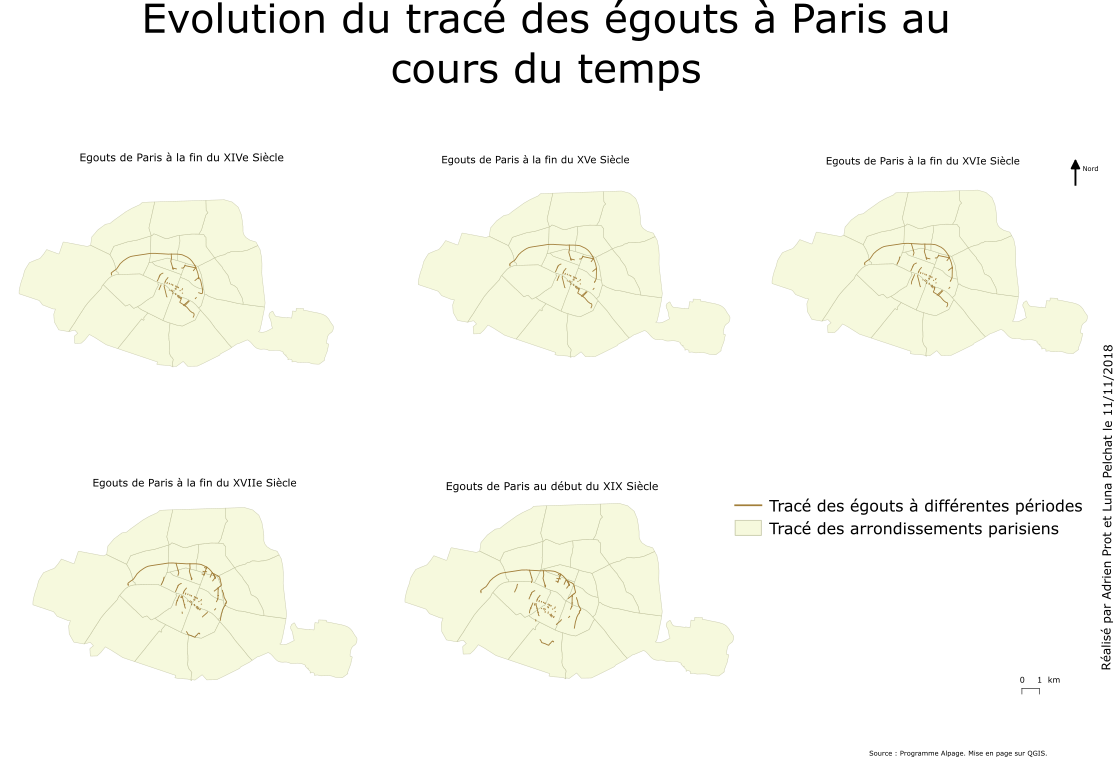
Évolution du tracé des égouts à Paris au cours du temps.

Les Romains sont les premiers à avoir construits des égouts à Paris, sous l’actuel boulevard Saint-Michel. Mais les premiers égouts parisiens à fossés sont construits au XIVe siècle. L'évacuation des eaux usées prend de plus en plus d'importance à Paris avec l’augmentation de sa population. Les conduits originels sont concentrés dans le centre de la capitale, avec un grand conduit connu sous le nom de « Grand Égout » qui longe la rive droite de la Seine. Les égouts se développent de siècle en siècle et couvrent de mieux en mieux la capitale. Au début du XIXe siècle le tracé des égouts parisiens évolue principalement vers le sud de Paris. Il faut attendre l’arrivée du Baron Haussmann en 1850 pour voir le réseau se développer. Aujourd’hui les égouts sont présents dans tous les quartiers de la capitale, et représentent 2 500 kilomètres de long.

## L’approvisionnement en eau à Paris aujourd’hui
L'approvisionnement en eau implique la mise au jour d'une ressource en eau de qualité, son captage, son transport, son traitement et sa distribution collective par un réseau public et individuelle (plomberie domestique), avant sa consommation. A Paris, l’approvisionnement en eau est issu à parts égales de cours d'eau telles que la Seine et la Marne et de sources situées jusqu'à 150 km pour les plus éloignées. Paris est une ville de plus de 2 200 000 habitants. De plus, environ 1 000 000 personnes travaillent chaque jour dans la capitale. Les besoins quotidiens en eau sont massifs. Pour satisfaire la demande des usagers, 514 000 m³ d'eau potable en moyenne sont mis en distribution chaque jour.

### Captage de l’eau
L’alimentation en eau potable à Paris est assurée à parts égales par le prélèvement des eaux souterraines c’est-à-dire provenant des sources et puits, et les eaux dites superficielles issues de la Seine et des rivières.
Les différentes sources souterraines se situent principalement au sud-est de Paris dans les régions de Sens, Provins, Fontainebleau, et à l'ouest, près de Dreux. Dans la mesure du possible, l’eau captée est amenée à Paris par force gravitaire, via des aqueducs. En cas d'impossibilité, des usines de pompage, implantées près des lieux de captage, relèvent les eaux qui sont ensuite acheminées jusqu'à Paris, par gravité.
Les eaux superficielles sont captées dans la Seine et la Marne. Elles sont traitées dans deux usines de potabilisation situées dans le sud-est de la région parisienne à Orly pour la Seine et à Joinville pour la Marne.

### Transport de l’eau potable à Paris
De nos jours, l’ensemble des eaux souterraines acheminées à Paris viennent de trois aqueducs : celui de l’Avre, du Loing et de la Vanne. Il transportent de l’eau captée à plus de 150 km de la capitale. L'eau rendue potable est ensuite stockée dans sept grands réservoirs dont cinq à Paris et deux en proche banlieue : Ménilmontant, Montsouris, Saint-Cloud, L'Haÿ-les-Roses, les Lilas, Belleville et Montmartre.

### Traitement de l’eau potable à Paris
L'eau n'est que partiellement consommée par l'usager. En grande partie, elle ne fait que transiter en se polluant. L'approvisionnement en eau ne peut donc être dissocié de la collecte et de l'épuration des eaux usées. Six étapes successives permettent d'avoir une eau potable: le dégrillage, la clarification, l'ozonation, le charbon actif en grain, les ultraviolets et la chloration.

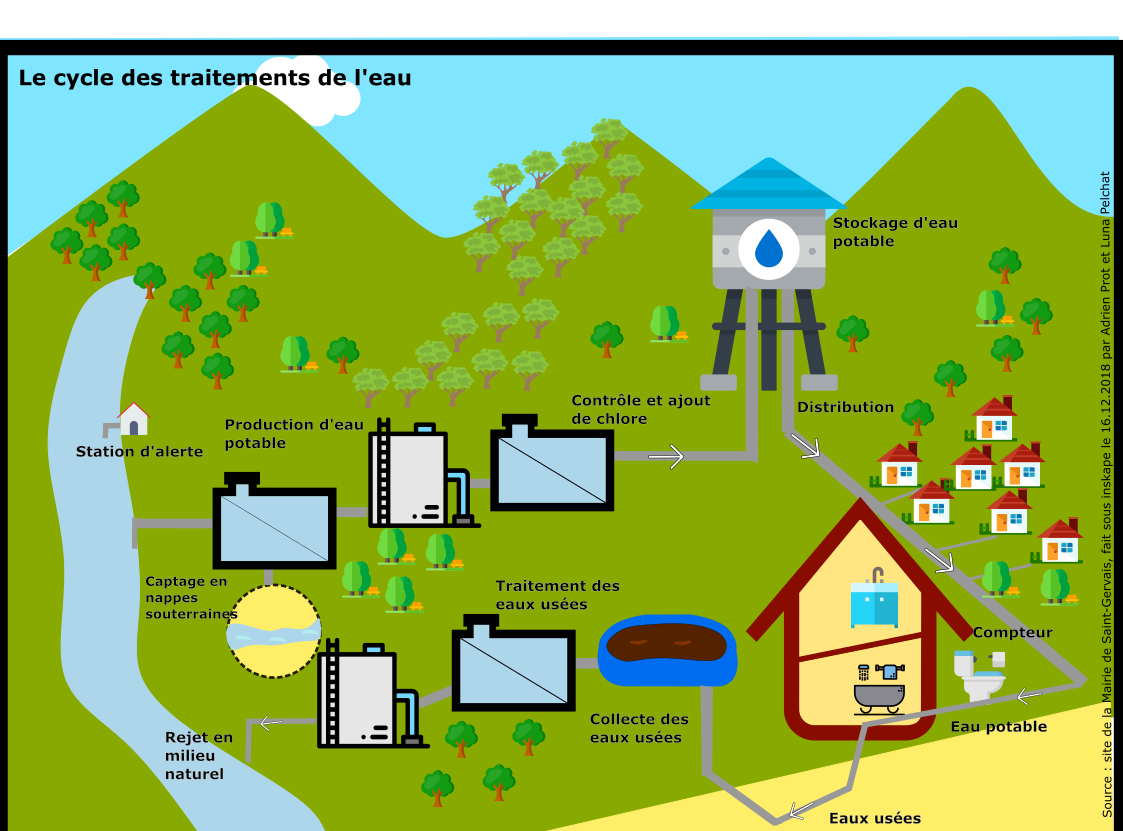
Schéma du petit cycle de l'eau, cycle de traitement des eaux usées.

### Distribution de l’eau potable à Paris
L’eau de la capitale est issue de zones géographiques diverses. L’origine des sources et la topographie jouent un rôle important dans sa distribution. L’eau est amenée gravitairement dès que cela est possible.

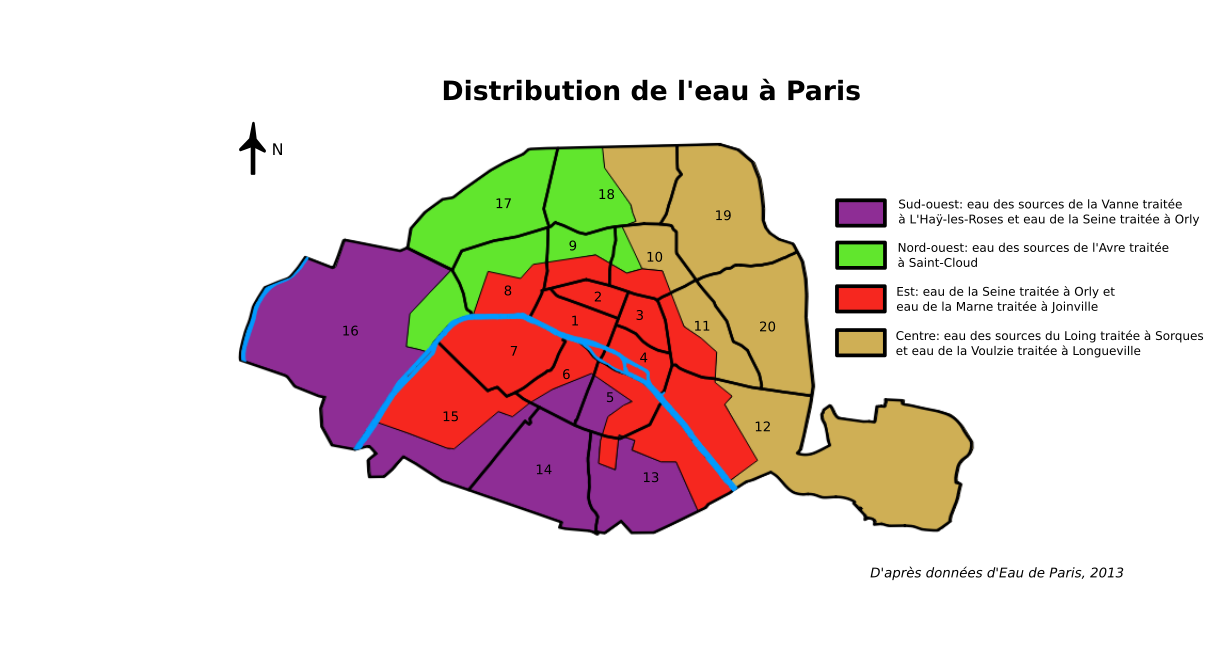
Distribution de l'eau à Paris.

## Réseau de distribution d'eau non potable
Paris a la particularité de disposer d’un réseau d’eau non potable, appelée “eau brute” Ce réseau est conçu au XIXe siècle, sous l'impulsion d'Eugène Belgrand, en même temps que le réseau d'eau potable. Long de 1 700 km de canalisations, il est unique en France par son ampleur. Cette eau est produite à partir de trois usines prélevant l’eau de la Seine (usine d'Auteuil, 16e arr., et usine d'Austerlitz, 13e arr.) et du canal de l'Ourcq (usine de la Villette, 19e arr),. N'étant pas soumise à des paramètres de potabilité, l'eau du réseau non potable subit un traitement simple (dégrillage et tamisage) sans ajout de réactifs. Elle est stockée dans sept ouvrages intra-muros (six réservoirs et un château d'eau) ainsi que dans le réservoir de Villejuif (94). Cette eau brute est utilisée par les services municipaux principalement pour l’alimentation des lacs et cours d’eau, les bois de Vincennes et de Boulogne, l’arrosage des espaces verts, le coulage des caniveaux, le nettoyage de la voirie et le curage des égouts. Les autres utilisateurs publics ou privés de l’eau brute ne représentent que 2 % de la consommation de celle-ci.

### Histoire
En 1854, le conseil municipal approuve le baron Haussmann et son collaborateur Belgrand pour créer deux services de l’eau (service public et privé). La création de ceux-ci était souhaitée dans un but principalement sécuritaire, en cas d’accident ou de chômage, comme l’a indiqué plus tard Henri Emmery, directeur du service des eaux et des égouts de Paris. Également, de nombreuses industries en région parisienne durant le XIXe siècle demandaient un apport en eau non potable afin de nettoyer leurs installations. Les eaux de l’Ourcq étaient destinées au public, et celles de Seine aux particuliers. Le rallongement des réseaux devient pressant face à la demande. Plus de 800 kilomètres de réseaux sont installés en moins de vingt ans. Néanmoins, ce n’est guère suffisant pour que les voies de services privé et public disposent de la double canalisation. C’est donc à la fin du xixe siècle que les travaux pour la construction d’un double réseau sont engagés.

### Acteurs
Le réseau de distribution d'eau non potable parisien est administré par Eau de Paris, entité qui dépend elle-même de plusieurs administrations publiques. La mairie de Paris, qui encadre l'action d'Eau de Paris, joue un rôle prépondérant dans la gestion de cette infrastructure puisque la majorité de l'eau qui transite dans le réseau est utilisée par les services municipaux. Puis, le Syndicat des Eaux d'Île de France (SEDIF) est l'un des acteurs essentiels de la gestion du réseau d'eau non potable parisien. Enfin, le conseil régional d'Île-de-France guide la politique commune des villes de la région en matière de gestion de l'eau. En outre, le réseau de distribution d'eau non potable s'étendant sur plusieurs communes, chacune peut être un acteur à une petite échelle.

### Traitement
L'eau du réseau non potable parisien est prélevée dans le canal de l’Ourcq et dans la Seine. Elle est ensuite filtrée dans différentes installations situées dans Paris et en banlieue proche. Ce filtrage a pour but d'évacuer les débris susceptibles d’endommager les canalisations ou qui ne pourraient être compatibles avec un usage urbain. En outre, il est respectueux de l'environnement puisqu'il ne nécessite aucun ajout de matière chimique ou autre qui pourrait endommager la qualité de l'eau. Cette méthode de filtrage est d'ailleurs un des axes principaux de la charte signée en 2015 par la Marie de Paris, dans laquelle est stipulée que le filtrage écologique doit être préservée dans les décennies à venir[source secondaire nécessaire].

### Usages et avenir
Dans les années 2000, la question de l’avenir de l'eau non potable est au cœur des débats des politiques publiques de gestion. La diminution de moitié de la consommation d’eau non potable pour les usages urbains parisiens (usages industriels), à la suite des évolutions techniques et réglementaires depuis les années 1980, ainsi que le mauvais état des canalisations du réseau ont engendré une remise en question de l’intérêt d’un double réseau d’eau. Jusqu’en 2008, plusieurs rapports préconisaient la suppression du réseau d’eau non potable. En mars 2012, après avoir évalué les intérêts économiques et écologiques de l'eau non potable, l’étude d’Apur et le Conseil de Paris décident de maintenir ce réseau en le réhabilitant (modernisation des usines de production, renouvellements de canalisations) et d'en développer de nouveaux usages (arrosage des parcs et jardins, nettoyage des bus, etc.) dont certains innovants, telle « la production d'énergie grâce à des pompes à chaleur ou le rafraîchissement des trottoirs par ruissellement en cas de forte chaleur ». Le plan climat de la ville de Paris, mis en place en 2004, a notamment pour objectif de diversifier les ressources alimentant le réseau d’eau non potable d’ici 2030, par exemple en récoltant les eaux pluviales. Eau de Paris, entreprise publique responsable de la gestion et la distribution du double réseau, a également comme perspectives d’avenir d’étendre la distribution du réseau aux usages publics de la métropole[pas clair]. Enfin, l’utilisation de l’eau non potable comme vecteur d’énergie pour la climatisation et le chauffage collectif, déjà en œuvre sur quelques sites parisiens (l'hôtel de ville, un centre médical rue Boudreau et un immeuble d'habitations et de bureaux avenue Victor-Hugo), devrait se démocratiser à l’ensemble des futurs quartiers parisiens. Le réseau d'eau brute permettant d'économiser l'eau potable, de favoriser l'adaptation au réchauffement climatique et de réduire certains coûts, le Conseil de Paris vote en septembre 2015 un schéma directeur de l'eau non potable prévoyant 60 millions d'euros d'investissements sur la période 2015-2020.

### Gestion écologique de l’eau à Paris
Eau de Paris a démarré il y a plusieurs décennies une démarche en faveur de la préservation du patrimoine naturel, avec la volonté de protéger les eaux des rivières et les eaux souterraines. Cette société poursuit deux objectifs sur la qualité de l’eau : réduire les teneurs en nitrates et réduire les taux de pesticides dans l’eau. Pour parvenir à ses objectifs, la société s’appuie sur différentes techniques. Elle surveille la qualité de ses eaux brutes et leurs modes de transfert jusqu’au captage. Eau de Paris renforce aussi des programmes de recherche scientifiques en laboratoire pour mieux comprendre le fonctionnement de ses ressources et cibler les actions à mener[source secondaire nécessaire].

### Défense incendie
11 000 points d'eau incendie publics parisiens sont connectés au réseau d'eau potable et non potable et permettent la défense contre le risque d'incendies dans la capitale. La société Eau de Paris et la Brigade des Sapeur-Pompiers de Paris garantissent la maintenance et le contrôle des points incendie de la capitale depuis 2016.

### L'alimentation en eau potable de la métropole du Grand Paris
Créée en 2016, la métropole du Grand Paris compte sept millions d’habitants. Il s'agit de la zone urbaine la plus dense du territoire français. Trois grands acteurs publics indépendants gèrent la distribution de l'eau potable dans la métropole du Grand Paris : le Syndicat des eaux d'Île-de-France (SEDIF) gère la distribution d'eau de la petite couronne, la ville de Paris, celle de Paris Intra-muros, et le Syndicat des Eaux de la Presqu'île de Gennevilliers (SEPG, aujourd'hui Sénéo) approvisionne plusieurs communes des Hauts-de-Seine. Ces trois organismes alimentent 90 % des habitants de la métropole du Grand Paris en eau potable. Il s'agit d'une organisation atypique pour un territoire de cette envergure. À Paris intra muros, trois millions d’usagers quotidiens consomment 172 millions de mètres cubes d’eau potable par an. L'eau qui alimente la métropole parisienne provient pour moitié de la Marne et de la Seine et pour moitié des nappes d’eau souterraines. En banlieue, les communes choisissent pour la plupart de se regrouper et adhèrent à des syndicats mixtes. Aujourd’hui le Syndicat des eaux d'Île-de-France est le premier service d’eau potable d’Europe. Il assure l’alimentation en eau quotidienne de plus de quatre millions d’abonnés et distribue près de 250 millions de mètres cubes d’eau par an. Sénéo alimente chaque jour dans plusieurs communes des Hauts-de-Seine, plus de 600 000 personnes et distribue plus de 30 millions de mètres cubes par an.

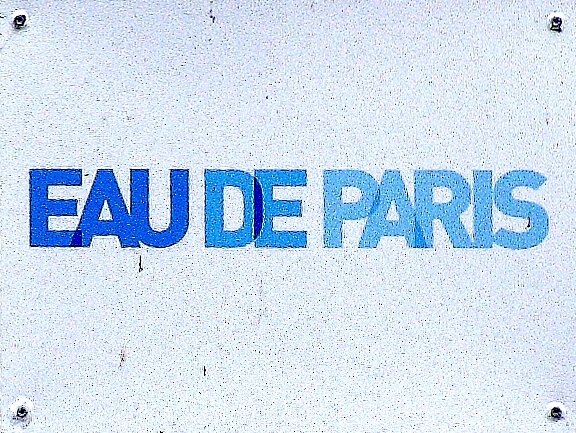
Logo d'Eau de Paris.

Ces trois modèles ont des gestions différentes. La Compagnie générale des eaux, qui gère depuis sa création le Syndicat des eaux d'Île-de-France par un système de délégation, est devenue Veolia Eau. Selon le contrat qui les lie, le régisseur est rémunéré par une part du chiffre d’affaires complétée par une prime de productivité.
Après avoir géré la distribution et la production en eau elle-même, la Ville de Paris décide en 1985 de scinder l’exploitation du service public d’eau potable en trois sociétés de délégataires. Finalement, en 2008, la mairie passe à une gestion directe par une entreprise publique unique qu’elle contrôle : Eau de Paris,.
La métropole du Grand Paris ne dispose pas de compétences dans l’eau potable ou l’assainissement. La loi confie ces missions aux 12 établissements publics de la Métropole du Grand-Paris. L’adoption d’une compétence métropolitaine de l’eau dans la région permettrait un coût plus faible, moins déséquilibré entre les abonnés, et faciliterait la gestion des risques et les installations de production. En 2018, on constate un écart de 15 % entre les tarifs de Paris intra muros et les deux autres grands syndicats qui distribuent l’eau dans la petite couronne. Ce écarts s’explique en partie par le lieu de puisement des eaux. En effet, en proche banlieue, l’eau est captée dans des rivières et son traitement est plus coûteux. Dans Paris, l’eau est principalement captée dans des réserves souterraines, eaux qui sont moins polluées et donc moins traitées. C’est aussi un circuit court entre ces eaux et les habitants qui réduit les coûts. Ces trois grands acteurs subissent des contraintes différentes. Le SEDIF compte beaucoup plus d’abonnés que les deux autres car il dessert des zones d’habitats denses et collectifs. La facture est plus élevée qu’à Paris en raison de l’entretien d’un réseau quatre fois plus long et de la gestion de six fois plus d’abonnés[source secondaire nécessaire]. Le syndicat des eaux de la presqu’île de Gennevilliers ne produit pas assez d’eau pour ses abonnés. Il est donc obligé d’acheter de l’eau à des opérateurs privés[source secondaire nécessaire], ce qui impacte aussi le coût pour les consommateurs.
Si le prix de l’eau potable peut sembler élevé, seulement 35 % du tarif facturé concernent la production et la distribution de l’eau potable. Environ 40 % du montant se rapporte au traitement des eaux usées et à l’assainissement et environ 25 % représentent des taxes et redevances.
La première mission des services d’eau potable est la distribution de l'eau. Il faut constamment renouveler des kilomètres de canalisation. L'entretien garantit une certaine qualité de l’eau et permet de diminuer les pertes en eaux liées aux fuites.